# الخلقة (الرياشية)

تعديل مصدري - تعديل

الخلقة هي إحدى قرى عزلة وادي الرياشية بمديرية الرياشية التابعة لمحافظة البيضاء، بلغ تعداد سكانها 493 نسمة حسب تعداد اليمن لعام 2004.